# Mid American Australian Football League
 (mars 2023).
Si vous disposez d'ouvrages ou d'articles de référence ou si vous connaissez des sites web de qualité traitant du thème abordé ici, merci de compléter l'article en donnant les références utiles à sa vérifiabilité et en les liant à la section « Notes et références ».
La Mid American Australian Football League (MAAFL) est une division régionale de la United States Australian Football League et un championnat semi-professionnel de football australien basé au centre des États-Unis d'Amérique.
La ligue fut formée en 1996, quand les clubs de  Cincinnati et de Louisville jouèrent leur premier match de football australien en Amérique du Nord.
À la différence des ligues de Metro Footy  aux États-Unis d'Amérique, la MAAFL est une compétition traditionnelle de football australien joué avec 18 joueurs par équipes et la plus ancienne et la plus populaire des divisions régionales du pays et celle qui tient le record d'affluence en ce qui concerne ce sport.

## Clubs actuels
En 2007, la ligue a décidé de créer deux divisions pour faire baisser les frais de transports dû aux déplacements pour les matchs.

### Championnat
| Club                | Colours | Years in Competition | Premierships     |
| ------------------- | ------- | -------------------- | ---------------- |
| Chicago United      |         | 2000-                | 2001, 2007, 2008 |
| Cincinnati Dockers  |         | 2000-                |                  |
| Milwaukee Bombers   |         | 2004-                | 2006             |
| Minnesota Freeze    |         | 2007-                |                  |
| Nashville Kangaroos |         | 2000-                | 2000, 2002       |
| St Louis Blues      |         | 2001-                | 2003, 2004       |

### Division régional
| Club                | Colours | Years in Competition | Premierships |
| ------------------- | ------- | -------------------- | ------------ |
| Atlanta Kookaburras |         | 2004-                |              |
| Baton Rouge Tigers  |         | 2007-                |              |
| Dallas Magpies      |         | 2003-                | 2005         |
| Kansas City Power   |         | 2001-2003, 2007-     |              |
| Louisville Kings    |         | 2000, 2007-          |              |